# Movimiento de Independientes 26 de Marzo
El Movimiento de Independientes 26 de Marzo fue un movimiento político uruguayo de principios de la década de 1970 que fue expresión política del Movimiento de Liberación Nacional - Tupamaros.

## Historia

### Desde su fundación hasta 1973
Fundado en 1971, fue el instrumento de expresión de la línea política del MLN-T en el frente legal, a nivel sindical, social y parlamentario. Oficialmente negó ser un partido político y sí un “movimiento que agrupa a militantes comprometidos para realizar una tarea con ciertos postulados mínimos y un plan de acción común enmarcado dentro del que trace el Frente Amplio, desarrollando, paralelamente, una estrecha coordinación con todos los sectores, sin excepción. Este quehacer no implica una ideología rectora ni una disciplina estricta, como la que exige la existencia de un partido”; a su vez, no presentó candidatos propios para ningún cargo.
La creación del 26 de marzo es consecuencia del “apoyo crítico” acordado por el MLN-T al Frente Amplio, el cual pretendía agrupar en un solo sector a todas las fuerzas de la izquierda uruguaya, para, de esta manera, tener un amplio apoyo de cara a las elecciones del 29 de noviembre de 1971. Por eso, su coordinación e integración con el Frente Amplio, en cuyos comités de base trabajaba, fue la línea fundamental impuesta por el MLN-T a este movimiento.
La Dirección del Movimiento de Independientes 26 de Marzo, en la etapa inicial fundacional era de carácter “centralizado” y dirigido por el Movimiento de Liberación Nacional.
El Movimiento de Independientes 26 de Marzo contaba con una dirección política reconocida por su capacidad intelectual y que contaba con amplia experiencia práctica. Hasta aquí esta dirección política era dirigida a la vez por comandos de la "columna 70" del MLN.
El Comité Ejecutivo del 26 de Marzo, o parte de él, se reunía periódicamente con integrantes y representantes del MLN-T en el local de ASU, de la calle Lavalleja (hoy, José Enrique Rodó), y en la casa de Daniel Vidart, calle Zubillaga 1117. A estas reuniones asistían regularmente sus miembros, el escritor Mario Benedetti, el mencionado Vidart y Domingo Carlevaro Bottero. El movimiento fue la vía que utilizaba el MLN-T para comunicarse con el General Líber Seregni, presidente del Frente Amplio, y viceversa.
Cuando se integró oficialmente al Frente Amplio, Carlevaro y Benedetti lo representaron ante esta agrupación. Carlos Reverdito, decano de la Facultad de Arquitectura y colaborador del MLN-T desde un principio, contribuyó también a la creación del 26 de Marzo, al igual que algunos tupamaros que operaban en la legalidad: el sindicalista bancario Kimal Amir, el dirigente portuario Rubén Sassano y el abogado Washington Rodríguez Belletti.
Dicha organización recibió el nombre de "Movimiento de Independientes 26 de Marzo" a raíz de que el 26 de marzo de 1971 se llevó a cabo el primer acto público del Frente Amplio, coalición de la que el M26 formó parte desde sus orígenes.
Apenas creado, el Movimiento tuvo fuerza en el ámbito de sindical en los gremios de la salud Federación Uruguaya de la Salud, la bebida Federación de Obreros y Empleados de la Bebida y agrarios Unión de Trabajadores Azucareros de Artigas y comenzaba a disputar otros como la Asociación de Empleados Bancarios del Uruguay, y en el sindicato de la Administración Nacional de Combustibles, Alcohol y Portland. Más un número importante de fábricas de varias ramas de la industria aún existentes en la década de los setenta.
La participación en las direcciones estudiantiles, era aún mayor, Magisterio, Medicina, Química, Derecho, Arquitectura, Ciencias Económicas, Agronomía y Veterinaria entre otras facultades eran 26. Y lo que debe señalarse además que varios de los rectores Universitarios eran pro 26 de Marzo.
En este contexto de aumento de la lucha social, las reivindicaciones populares y el ascenso de la izquierda junto al creciente apoyo popular a la guerrilla a inicios de la década del 70[cita requerida], fueron caldo de cultivo para que el presidente Bordaberry, con el apoyo de las Fuerzas Armadas diera un golpe de Estado, disolviera el Parlamento, suspendiera las garantías constitucionales y declarara la ilegalidad de las organizaciones sindicales y de izquierda, el 27 de junio de 1973.
En esas circunstancias, cuando la casi totalidad de los integrantes del MLN-T se encontraba en la cárcel -hacia fines de 1972-, en los cuarteles o en el exterior, el Movimiento se vio fuertemente afectado.
A pesar de la difícil situación política, el Movimiento 26 de Marzo siguió actuando en la resistencia en contra de la Dictadura.

### El "Simposio de Viña" y la disolución del M26
La derrota sufrida por el MLN-T hacia fines de 1972, el exilio, la prisión o la muerte de muchos de sus integrantes, provocó la total desarticulación de la guerrilla.
En ese marco, en el año 1973 en la ciudad de Viña del Mar en Chile se llevó a cabo un encuentro de militantes Tupamaros que habían logrado escapar de la persecución y la tortura en Uruguay. Al momento de este encuentro, denominado "Simposio de Viña del Mar" Chile aún era gobernada por Salvador Allende Gossens.
En este "Simposio" surgieron a grandes rasgos dos tendencias las cuales intentaban explicar las causas de la derrota militar del MLN-T y de hacer una "autocrítica".
Allí se criticó duramente a la organización acusando al MLN y al 26 de marzo de ser organizaciones “pequeñoburguesas”, “sin ideología” y a los Tupamaros de “militaristas”, “nacionalistas” y “aventureros”.
Las nuevas direcciones del MLN-T surgidas del “Simposio de Viña” fueron las responsables de decretar la sustitución del Movimiento de Liberación Nacional por un “Partido Marxista Leninista” y la disolución del Movimiento de Independientes 26 de Marzo. Esta resolución fue hecha por carta a la Dirección del Frente Amplio.